# امبایه دیانگ
امبایه دیانگ (انگلیسی: Mbaye Diagne؛ زادهٔ ۲۸ اکتبر ۱۹۹۱) بازیکن فوتبال اهل سنگال است.
از باشگاه‌هایی که در آن بازی کرده‌است می‌توان به باشگاه فوتبال قاسم‌پاشا اسپور، باشگاه فوتبال یوونتوس، باشگاه فوتبال گالاتاسرای، باشگاه فوتبال کلوب بروژ، باشگاه فوتبال تیانجین تایگرز، باشگاه فوتبال الشباب عربستان سعودی، باشگاه فوتبال آژاکسیو، باشگاه فوتبال لیرسه، و باشگاه فوتبال اویپشت اشاره کرد.
وی همچنین در تیم ملی فوتبال سنگال بازی کرده‌است.